# Anguilla United Front
Die Anguilla United Front (AUF, deutsch Anguilla Vereinte Front) ist eine Allianz politischer Parteien in Anguilla.

## Parteigeschichte
Die AUF wurde am 7. Januar 2000 als eine politische Wahlgemeinschaft durch das von den Vorsitzenden und politischen Führern der Anguilla National Alliance (ANA), Osbourne Fleming, und der Anguilla Democratic Party (ADP), Victor Banks, unterzeichnete Übereinkommen The United Front Agreement gegründet. Der vollständige Name der Partnerschaft ist laut dem Übereinkommen „Vereinigte Front für die Wiederherstellung von Demokratie, guter Verwaltung, Frieden, politischer Stabilität und wirtschaftlichen Wohlstand für Anguilla“ (United Front for the Restoration of Democracy, Good Governance, Peace, Political Stability and Economic Prosperity to Anguilla).
Die Wahlgemeinschaft trat unter Führung von Osbourne Fleming knapp zwei Monate nach der Gründung erstmals bei den Wahlen zum Parlament (House of Assembly) am 3. März 2000 an. Bereits bei dieser Wahl gewann sie eine Mehrheit von vier der sieben vergebenden Sitze und konnte diese bei der Wahl vom 21. Mai 2005 verteidigen, ehe sie bei den Wahlen am 4. Januar 2010 eine empfindliche Niederlage erlitt und nur noch zwei der vier Abgeordneten stellt. Daraufhin fungierte Fleming zwischen dem 6. März 2000 und dem 16. Februar 2010 als Chief Minister von Anguilla. Bereits 2009 hatte Fleming angekündigt, bei den nächsten Wahlen nicht erneut zu kandidieren und sich aus dem politischen Leben zurückzuziehen.
Im Anschluss übernahm Victor Banks von Fleming die Funktion als Vorsitzender und politischer Führer der AUF. Bei den Wahlen am 22. April 2015 errang er als Spitzenkandidat einen Erdrutschsieg. Die Partei konnte mit 54,47 Prozent der Stimmen sechs der sieben Sitze im Parlament erzielen, woraufhin Banks am 24. April 2015 neuer Chief Minister wurde. Bei den Wahlen am 29. Juni 2020 erlitten Banks und seine AUF eine erhebliche Niederlage. Die Anguilla Progressive Party (APP) als Nachfolgerin der AUM unter Ellis Webster gewann mit 3689 Stimmen (51,32 Prozent) vier der sieben Sitze im House of Assembly, während die Anguilla United Front mit 3170 Stimmen (44,11 Prozent) nur noch drei Sitze erhielt und damit im Vergleich zu den Wahlen vom 22. April 2015 drei Mandate verlor. Dem Parlament gehören damit als in Wahlkreisen direkt gewählte Vertreter der AUF zurzeit Cora Richardson-Hodge, Evans McNiel Rogers, Cardigan Connor sowie als landesweit direkt gewähltes Mitglied Jose Vanterpool an. Victor Banks selbst verlor ebenfalls seinen Wahlkreis District 4: Valley South mit 755 Stimmen (46,72 Prozent) an Dee-Ann Kentish-Rogers von der Anguilla Progressive Party, die 861 Stimmen (53,28 Prozent) bekam.

## Parteivorsitzende und politische Führer
- 2000–2010: Osbourne Fleming (Chief Minister 2000–2010)
- 2010–2021: Victor Banks (Chief Minister 2015–2019, Premier 2019–2020)
- seit 2021: Cora Richardson-Hodge

## Wahlergebnisse 2000 bis 2020
| Wahl             | Stimmen   | %         | Sitze   | ±     | Position | Regierungsbeteiligung |
| ---------------- | --------- | --------- | ------- | ----- | -------- | --------------------- |
| 3. März 2000     | 2220      | 46,7      | 4/7     | ▲4    | ▲1.      | Mehrheit              |
| 21. Februar 2005 | 2177      | 39,1      | 4/7     | ▬0    | ▬1.      | Mehrheit              |
| 4. Januar 2010   | 2781      | 39,4      | 2/7     | ▼2    | ▼2.      | Opposition            |
| 22. April 2015   | 4324      | 54,4      | 6/7     | ▲4    | ▲1.      | Mehrheit              |
| 29. Juni 2020    | 3170 9819 | 44,1 35,1 | 3/7 1/4 | ▼3 ▲1 | ▼2.      | Opposition            |